# Susanne Wenger

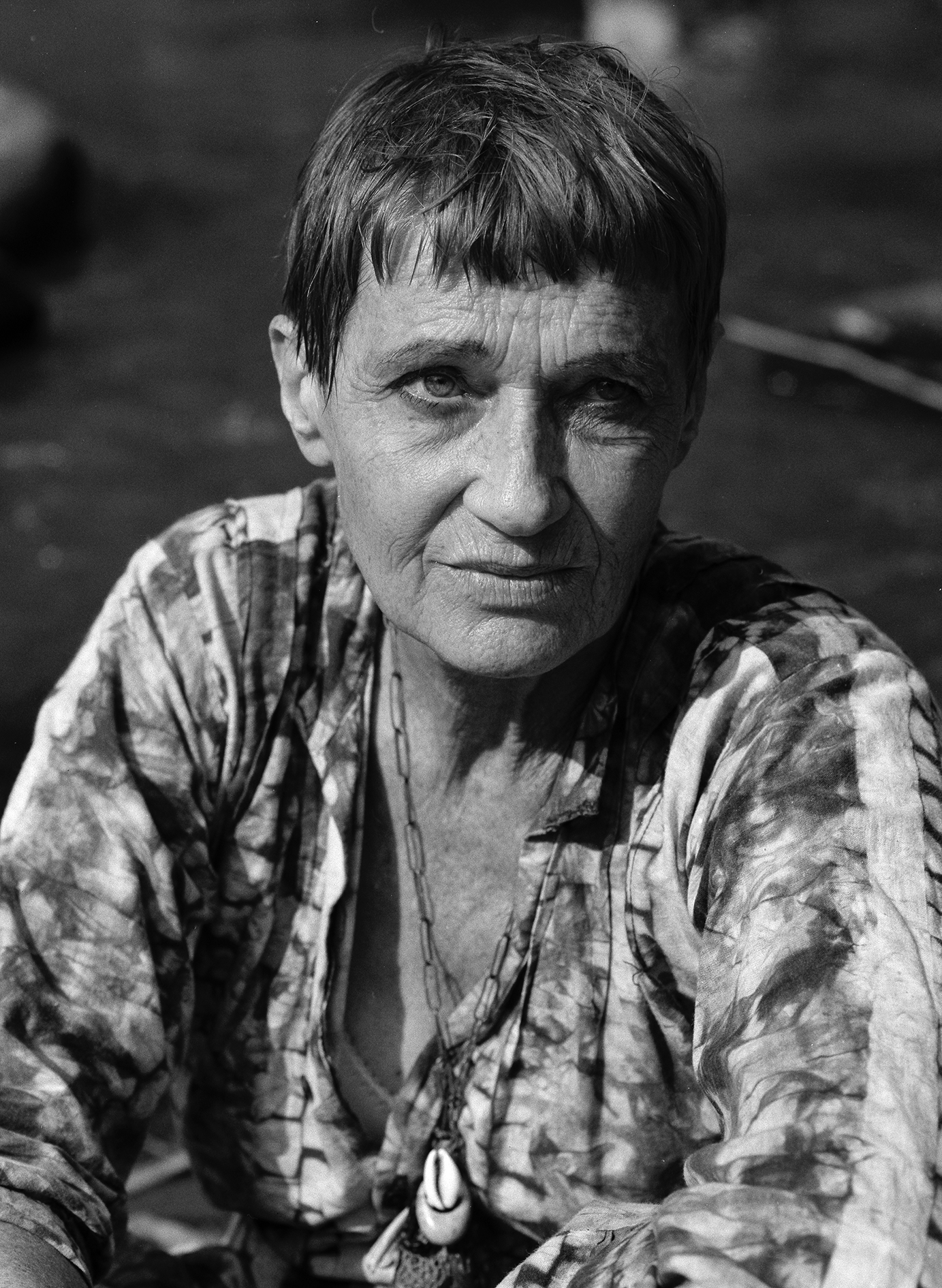
Susanne Wenger, 1978

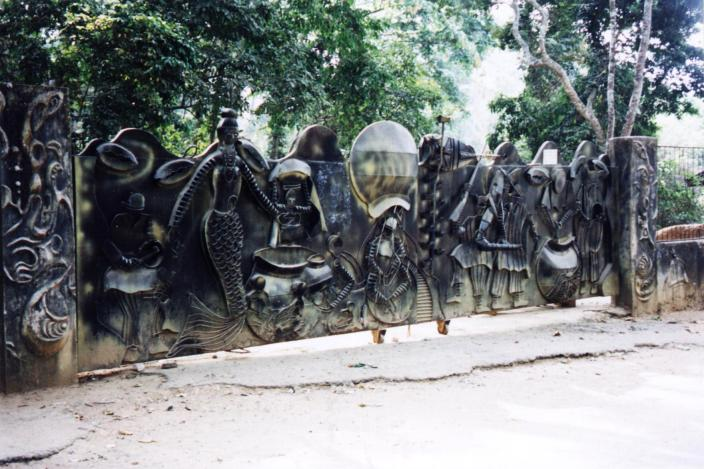
Der Osun-Hain in Oshogbo wurde von Susanne Wenger und ihren Schülern gestaltet.

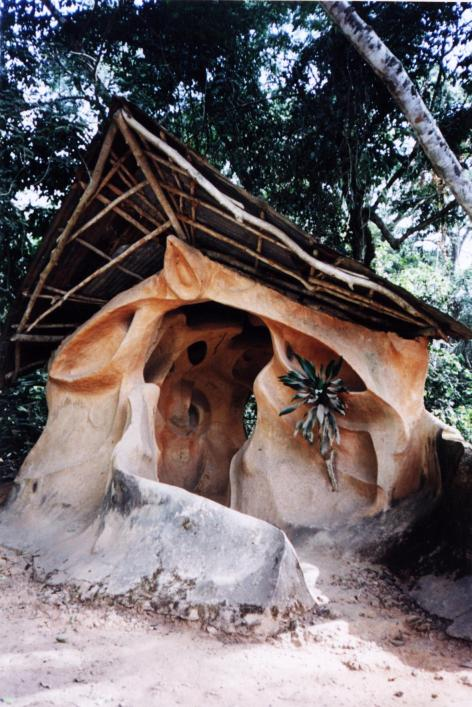
Schrein innerhalb des Osun-Hains in Oshogbo

Susanne Wenger, auch Adunni Olurisa, (* 4. Juli 1915 in Graz; † 12. Januar 2009 in Oshogbo, Nigeria) war eine österreichische Künstlerin.

## Leben
Die Tochter schweiz-österreichischer Eltern besuchte in Graz die Kunstgewerbeschule und die Höhere Graphische Bundes-Lehr- und Versuchsanstalt und studierte anschließend an der Akademie der bildenden Künste Wien Malerei, unter anderem bei Herbert Boeckl.
Ab 1946 war Wenger Mitarbeiterin der kommunistischen Kinderzeitschrift „Unsere Zeitung“, deren Titelbild der Erstausgabe sie gestaltete. Im Jahre 1947 war sie Mitbegründerin des Wiener Art-Clubs. Nach Aufenthalten in Italien und der Schweiz ging sie 1949 nach Paris, wo sie ihren späteren Ehemann, den Sprachwissenschafter Ulli Beier, kennenlernte. 1950 wanderte das Paar nach Nigeria aus. Ab 1957 gestaltete sie Titelbilder für die von Baier herausgegebene Literatur- und Kunstzeitschrift Black Orpheus.
Wenger erkrankte in Nigeria an Tuberkulose, wandte sich der einheimischen Yoruba-Religion zu und wurde später eine Yoruba-Priesterin. Sie war Gründerin der archaisch-modernen Kunstschule „New Sacred Art“ und Hüterin des Heiligen Hains der Göttin Osun an den Ufern des Flusses Osun in Oshogbo. Die dort Ende der 1950er Jahre von ihr zusammen mit lokalen Künstlern geschaffenen Skulpturen gehören seit 2005 zum UNESCO-Weltkulturerbe.
Anfang des Jahres 2009 verstarb Susanne Wenger im Alter von 94 Jahren in Oshogbo.

## Ehrungen
- Silbernes Ehrenzeichen für Verdienste um das Bundesland Niederösterreich (2001)[7]
- Großes Goldenes Ehrenzeichen des Landes Steiermark (2004)[8]
- Jänner 2016 wird im Gemeinderat Graz die Benennung eines Wegs im Stadtpark – vom Kepler-Denkmal zum Glacis – nach ihr benannt.[9][10]

## Ausstellungen
- 1995: Retrospektive zum 80. Geburtstag, Minoritenkirche Stein[11]
- 2004: An einem heiligen Fluss in Afrika, Kunsthalle Krems
- 2006: Susanne Wenger – Leben mit den Göttern Afrikas, Stadtmuseum Graz
- 2015: Susanne Wenger – Leben mit den Göttern zum 100. Geburtstag, Museum der Völker Schwaz
- 2015: Susanne Wenger / 60 Jahre Afrika – Künstlerin. Priesterin. Abenteurerin, Susanne Wenger Foundation, Krems
- 2020: Susanne Wenger – Graphik und Adire Batik, Susanne Wenger Foundation, Krems
- 2024: Teilnahme an der 60. Internationalen Kunstausstellung der La Biennale di Venezia

## Publikationen
- Kunst als lebendiges Ritual, Iwalewa-Haus, Bayreuth 1991.
- Mit Wolfgang Denk: Susanne Wenger – Tief in Dir bist Du oh Mensch der Gott als Baum, als Stein, als Tier: eine biographische Collage, Ausstellungskatalog Kunsthalle Krems, 1995, ISBN 3-901261-02-8.
- Mit Gert Chesi: Susanne Wenger: Ein Leben mit den Göttern, Perlinger, Wörgl 1980, ISBN 3-85399-004-5
- Peter Probst. "Modernism against Modernity. A Tribute to Susanne Wenger." Critical Interventions, Journal of African Art History and Visual Culture, 2009, No. 3/4, 245–255

## Filmografie
- Leben mit den Göttern: Susanne Wenger in Nigeria. Courage Films (Production) Hermann Kurasch (Kamera) Monica Ladurner (Gestaltung). Dokumentation, ORF 2 Europe 2005 (29 Minuten)[12]
- Wolfgang Lesowsky: Die trauernden Götter leiden an der Unsterblichkeit. Susanne Wenger in Oshogbo. Medien-Service UK (50 Minuten)
- Wolfgang Lesowsky: An den Ufern eines heiligen Flusses in Afrika. Susanne Wenger. ORF/3SAT, 2001 (29 Minuten)